# Manchester-by-the-Sea
Manchester-by-the-Sea – miasto w Stanach Zjednoczonych, w stanie Massachusetts, w hrabstwie Essex. Położone jest na przylądku Cape Ann nad zatoką Massachusetts. Według spisu powszechnego z 2020 roku zamieszkane przez 5395 osób.

## Odniesienia w kulturze
- Manchester by the Sea – amerykański niezależny dramat filmowy z 2016 roku w reżyserii i według scenariusza Kennetha Lonergana